# Брео
Брео (фр. Bréau) је насељено место у Француској у региону Париски регион, у департману Сена и Марна.
По подацима из 2011. године у општини је живело 346 становника, а густина насељености је износила 256,3 становника/km².

## Демографија
| 1962. | 1968. | 1975. | 1982. | 1990. | 2011. |
| ----- | ----- | ----- | ----- | ----- | ----- |
| 118   | 105   | 125   | 182   | 301   | 346   |